# João Félix
João Félix Sequeira (AFI: [ʒuˈɐ̃w ˈfɛliks]) (Viseu, Portugal, 10 de novembre de 1999) és un futbolista professional portuguès que juga com a davanter amb l'Al Nassr. Des del 2019 és internacional amb la selecció portuguesa.
Félix es va entrenar inicialment a l'acadèmia juvenil del FC Porto, abans de passar als rivals del SL Benfica el 2015. Va començar a jugar al filial del Benfica un any més tard i va ascendir al primer equip el 2018, on va debutar als 17 anys. Va ajudar el Benfica a guanyar el títol de Primeira Liga la temporada 2018-19, la seva primera i única temporada amb ells, i va ser guardonat com el millor jugador jove de l'any de la Primeira Liga i amb el premi Golden Boy. L'any 2019, als 19 anys, Félix va signar contracte amb l'Atlètic de Madrid per un traspàs rècord al club per valor de 126 milions d'euros, el quart traspàs més car d'un jugador en aquell moment, el segon més alt pagat per un adolescent, i el més alt per a un jugador portuguès que abandonava la lliga nacional. En la seva segona temporada al club, va ajudar l'equip a guanyar la lliga 2020-21, cosa que posava fi a una sequera de set anys de títols de lliga del club. El gener de 2023, Félix fou cedit al Chelsea FC de la Premier League per la resta de la temporada 2022–23.
Félix ha estat internacional juvenil amb Portugal. Va ser convocat amb al selecció absoluta per primer cop durant les semifinals de la Lliga de les Nacions de la UEFA 2019, guanyant l'edició inaugural de la competició amb la seva nació a casa seva.

## Carrera esportiva
Després de formar-se com a futbolista en les files inferiors del Sport Lisboa e Benfica, el 2016 va pujar al segon equip, jugant en la Segona Divisió de Portugal, on, després de 29 partits jugats i set gols marcats, va pujar al primer equip. Va debutar amb el club el 18 d'agost de 2018 en un partit de lliga contra el Boavista Futebol Clube, on va ajudar al club lisboeta a guanyar per 0-2. També va fer el seu debut en la Lliga de Campions de la UEFA 2018-19, el 21 d'agost de 2018, contra el PAOK Salònica FC. L'11 d'abril de 2019 va esdevenir el jugador més jove, amb 19 anys, en marcar un hat-trick en la Lliga Europa de la UEFA.

### Atlètic de Madrid

#### 2019–20: Temporada de debut
El 3 de juliol de 2019, Félix va signar un contracte de set anys amb l'Atlètic de Madrid per una quota de traspàs de 126 milions d'euros, l'quarta suma més alta mai pagada en futbol (aquest també va ser el traspàs més gran del Benfica i el fitxatge més car de l'Atlètic) així com la segona quota més alta que s'ha pagat mai per un adolescent (després de Kylian Mbappé), amb el club espanyol pagant inicialment 30 milions d'euros i la resta de 96 milions a terminis, superant així els 120 milions d'euros de clàusula de rescissió de Félix, i amb el Benfica pagant 12 milions d'euros en serveis de mediació. A la seva arribada al club li van assignar el dorsal número 7 que portava anteriorment Antoine Griezmann, que havia marxat al FC Barcelona.

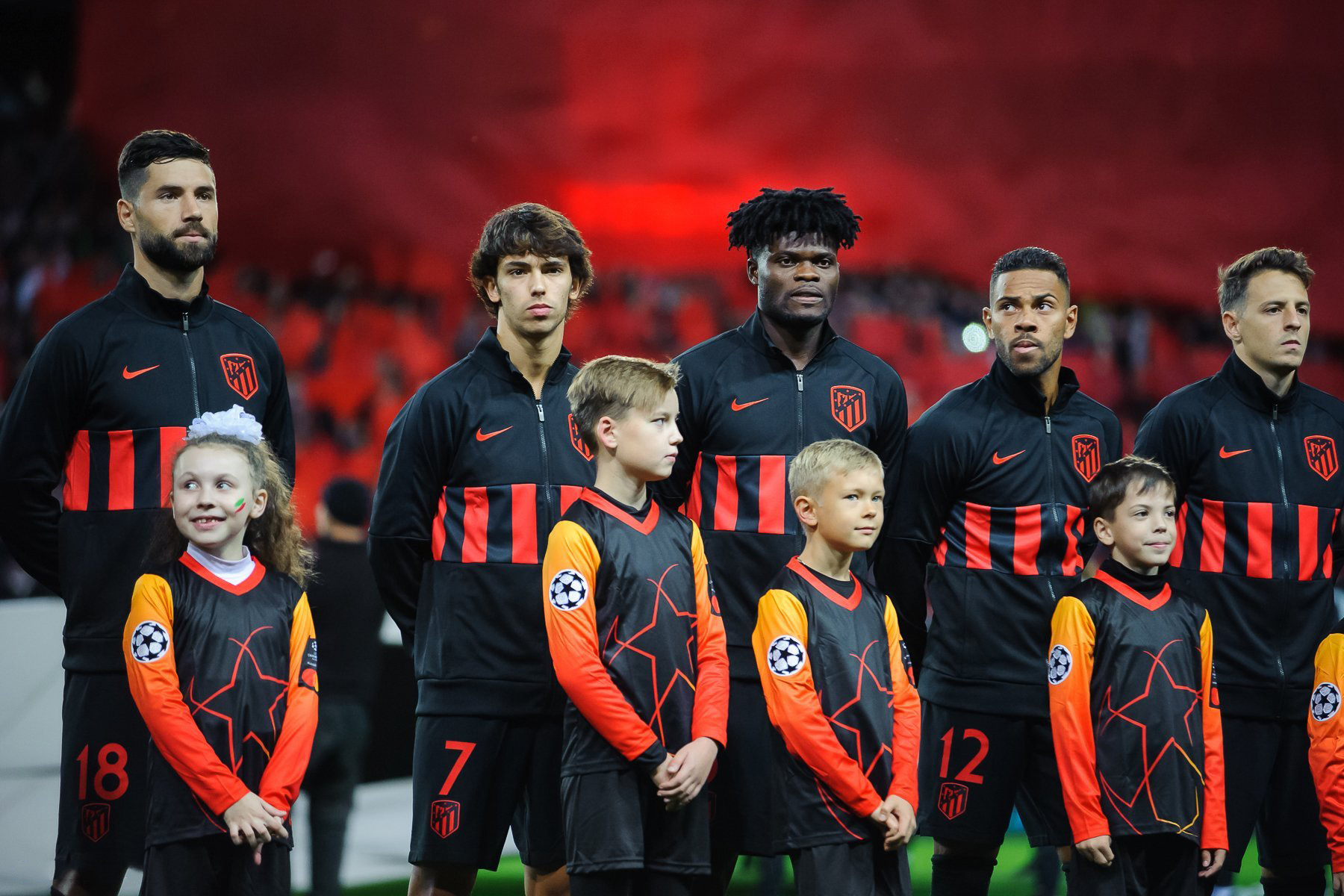
Félix amb l'Atlètic de Madrid el 2019

Félix va fer el seu debut competitiu el 19 d'agost de 2019, en una victòria per 1-0 contra el Getafe CF. Tot i no marcar cap gol, va aconseguir provocar un penal per a l'Atlètic en rebre una falta dins de l'àrea, després de fer una jugada «maradoniana». El penal el va xutar Álvaro Morata però no el va poder transformar. El partit va finalitzar amb un resultat d'1-0 a favor dels blanc-i-vermells. El 25 d'agost, Félix va donar una assistència a Vitolo en una victòria per 1-0 a casa contra el CD Leganés. Va marcar el seu primer gol a La Lliga l'1 de setembre, en una victòria per 3–2 contra la SD Eibar; més tard va ser substituït al minut 84 per Thomas Partey. L'1 d'octubre, Félix va marcar el seu primer gol a la UEFA Champions League i va marcar un altre gol en una victòria per 2-0 fora de casa contra l'Lokomotiv Moscou, convertint-se en el més jove golejador de l'Atlètic de Madrid a la competició, als 19 anys.
El 19 d'octubre, Félix va patir una lesió al turmell contra el València CF, després d'una entrada de Dani Parejo, que va deixar el seu equip amb només deu homes al terreny de joc, ja que el seu entrenador Diego Simeone ja havia fet el nombre màxim de substitucions permeses. En un principi, Simeone va pensar que la lesió de Félix no era massa greu, fins que l'equip mèdic del club va revelar que la lesió al turmell podria ser greu, fet que el va portar a estar un mes de baixa. Félix va tornar el 23 de novembre en un empat 1-1 fora de casa contra el Granada CF. Durant aquest temps, Félix va ser un dels 30 candidats que van ser nominats per a la Pilota d'Or 2019.
El 27 de novembre de 2019, Félix va esdevenir el segon jugador portuguès, després de Renato Sanches, a guanyar el premi Golden Boy al millor jugador d'Europa menors de 21 anys, per davant de Jadon Sancho del Borussia Dortmund.
Al desembre, Félix va ocupar el 28è lloc a les enquestes de votació de la Pilota d'Or 2019. El 29 de desembre de 2019 va guanyar el Globe Soccer Award al millor jugador revelació de l'any.
Durant els mesos següents, Félix va començar a tenir dificultats per adaptar-se a l'estil de joc de Diego Simeone, amb Simeone intentant trobar la seva posició ideal com a extrem dret o segon davanter; també va lluitar amb el fet que s'esperava que els davanters de Simeone pressionessin els seus oponents amb freqüència quan jugaven sense pilota, cosa que sovint el deixava esgotat durant el partit, mentre que quan tenia la possessió, tampoc era capaç de crear ocasions de gol. el principal diari espanyol Marca el va qualificar d'un dels traspassos més decebedors de la temporada.
El 9 de gener de 2020, Félix va debutar a la Supercopa d'Espanya, començant com a titular en una victòria per 3-2 contra el Barça a les semifinals de la competició. Durant el partit, Félix es va veure involucrat en una picabaralla amb Jordi Alba i els seus companys Lionel Messi i Luis Suárez. El 12 de gener, l'Atlètic de Madrid va perdre davant el seu rival, el Reial Madrid per 4–1 als penals a la final. El 23 de gener, Félix va debutar a la Copa del Rei als vuitens de final, donant una assistència a Ángel Correa en una derrota per 2-1 contra Cultural y Deportiva Leonesa. Tres dies després, Félix va patir una segona lesió a la cama en un empat 0-0 a casa contra el Leganés, fet que el va deixar de banda una vegada més durant un mes, i el va fer perdre's els següents tres partits de lliga de l'Atlètic de Madrid, que incloïa el segon derbi madrileny de la temporada i l'anada de la fase eliminatòria de la Lliga de Campions de la UEFA 2019 contra el defensor defensor Liverpool FC. Va tornar el 23 de febrer, substituint Vitolo al minut 57, i marcant el tercer gol en una victòria a casa per 3-1 contra el Vila-real CF.
L'11 de març de 2020, durant la pròrroga del partit de tornada de l'Atlètic contra el Liverpool, Félix va donar una assistència a Marcos Llorente en una eventual victòria per 3-2 a casa, que va classificar el seu equip pels quarts de final de la competició. El 25 de maig, es va anunciar que Félix havia patit una lesió al genoll esquerre, la qual cosa va obligar-lo a estar sense jugar durant almenys tres setmanes. El 13 d'agost, Félix va ser substituït a la segona part contra l'RB Leipzig als quarts de final de la Lliga de Campions, provocant i convertint un penal per empatar l'Atlètic; el partit acabaria amb una derrota per 1–2 que fer el seu equip sortir de la competició.

#### 2020–21: Primer títol de Lliga i lluita contra les lesions
El 27 de setembre de 2020, en el primer partit de la Lliga de l'Atlètic, Félix va marcar, va fer una assistència i va aconseguir provocar un penal per al seu equip després de rebre una falta dins de l'àrea (que Saúl Ñíguez posteriorment no va convertir), en una victòria per 6-1 de l'Atlètic contra el Granada. El 27 d'octubre, va marcar un doblet en una victòria per 3-2 contra el Red Bull Salzburg a la fase de grups de la UEFA Champions League 2020-21. Després dels dos doblets contra el CA Osasuna i el Cadis a la Lliga, va ser nomenat millor jugador del mes de novembre de 2020 de la Lliga 2020–21. L'1 de desembre, Félix va marcar contra el campió d'Europa Bayern de Múnic que va permetre l'equip empatar 1–1. El 24 de gener de 2021, va rematar de cap en un córner per empatar amb l'Atlètic en la seva victòria per 3-1 contra el València, marcant el seu primer gol a la Lliga en més de dos mesos. Al febrer es va contagiar de COVID-19, cosa que el va obligar a perdre's els propers partits de l'Atlètic contra el Celta de Vigo i el Granada. Va tornar el 17 de febrer, en un empat a 1 a 1 contra el Llevant UE.
El 16 de maig, penúltima jornada de la temporada de la Lliga, Félix va donar una assistència crucial a Renan Lodi en la remuntada del seu equip per 2-1 davant l'Osasuna, per assegurar-se que l'Atlètic es mantindria al capdavant de la taula. A causa d'una successió de lesions i falta de temps de joc, Félix va perdre el seu lloc de titular en atac davant Ángel Correa, Luis Suárez, Thomas Lemar i Yannick Carrasco, ja que jugava des del novembre amb una lesió. Al final de la temporada, havia fet 31 aparicions a la Lliga, marcant 7 gols i proporcionant 6 assistències, i l'Atlètic va guanyar el seu primer títol de Lliga en set anys.

#### 2021-22: Gran èxit i jugador de la temporada de l'Atlètic
Félix es va perdre els tres primers partits de l'Atlètic de la temporada 2021–22, ja que es va continuar recuperant de la lesió al turmell que patia des del novembre. Va tornar de la lesió el 12 de setembre, substituint Antoine Griezmann al minut 58 en una victòria a domicili per 2-1 contra el RCD Espanyol. El 18 de setembre, Félix va ser expulsat al minut 78 en un empat a 0-0 a casa contra l'Athletic Club, per haver titllat de "boig" l'àrbitre, fet que el va fer rebre una sanció de dos partits. Félix va començar a recuperar el seu lloc a l'equip després de les seves actuacions en els següents tres partits de l'Atlètic, creant els dos gols de l'Atlètic, en una victòria a casa per 2-0 a la Lliga contra el Barça el 2 d'octubre, així com assistint el segon gol d'Antoine Griezmann en una derrota a casa contra el Liverpoolper 2-3 a la Lliga de Campions el 19 d'octubre i l'assistència del primer gol de Luis Suárez en un empat 2-2 a casa contra la Reial Societat a la Lliga, el 24 d'octubre. Marcaria el seu primer gol de la temporada el 31 d'octubre, en una victòria a casa per 3-0 contra el Reial Betis. Per les seves actuacions a l'octubre, Félix va ser premiat com a Jugador del Mes de l'Atlètic de Madrid per part dels seguidors del club.
Després de patir una lesió als isquiotibials després d'un partit de lliga contra l'Osasuna el 20 de novembre, Félix va començar a tenir mala relació amb l'entrenador Diego Simeone, perdent el seu lloc com a titular. Això portaria a rumors d'una possible marxa del club al gener, que el president de l'Atlètic de Madrid Enrique Cerezo va desmentir. Tot i impressionar en una derrota per 2-0 davant el rival Reial Madrid en el derbi de Madrid, després de sortir de la banqueta, el 17 de desembre, l'entrenador Diego Simeone va declarar que era un "jugador important per a l'equip, però "tot pot passar" al gener. L'entrenador li donaria una oportunitat a la titularitat contra el Granada el 22 de desembre, quan va marcar un gol i se li'n va anul·lar un altre en una derrota per 2-1.
El 19 de febrer de 2022, Félix va fer la seva aparició número 100 amb el club, obrint el marcador donant una assistència en una la victòria de l'Atlètic per 3-0 a l'Osasuna. El següent partit, el 23 de febrer, Félix va marcar el primer gol de l'Atlético en un empat a casa per 1-1 davant el Manchester United FC a l'anada de la Lliga de Campions. En el partit de tornada, el 15 de març, Félix va crear el gol de Renan Lodi, que va comptar amb l'assistència d'Antoine Griezmann, per ajudar l'Atlètic a derrotar el Manchester United per 1-0 a Old Trafford i a classificar-se pels quarts de final de la Lliga de Campions, assegurant la victòria per un marcador global de 2–1. Els sis partits següents, després de marcar sis gols i donar dues assistències, Félix va ser guardonat al març, el premi al Jugador del Mes de la lliga. El 17 d'abril, durant un partit contra l'Espanyol, Félix es va lesionar als isquiotibials i va quedar descartat per a la resta de la temporada. Al final de la temporada, Félix va ser guardonat amb el premi de Jugador de la Temporada de l'Atlètic de Madrid, nomenat pels seguidors del club, després d'acabar la campanya amb 10 gols i 6 assistències.

#### 2022–23: Relació amb Diego Simeone i cessió al Chelsea
Félix va començar la temporada 2022–23, el 15 d'agost, fent un hat-trick d'assistències per primera vegada en la seva carrera en un partit en què l'Atlètic va vèncer el Getafe per 3–0 fora de casa. En el procés, va esdevenir el tercer jugador portuguès que va fer tres assistències en un partit de la Lliga. Els següents partits van ser precedits per una disputa per la relació de Félix amb Diego Simeone, en què Félix va perdre el seu lloc a l'alineació titular i va esdevenir el cinquè atacant del club per darrere d'Ángel Correa, Antoine Griezmann, Álvaro Morata i Matheus Cunha. La relació amb el seu entrenador es va deteriorar encara més el 10 d'octubre, durant un partit de la fase de grups de la Lliga de Campions contra el Club Brugge, on a la segona meitat del partit, Simeone el va fer escalfar-se tres vegades, només per deixar-lo a la banqueta. Després, va procedir a demanar al seu agent Jorge Mendes que li trobés un nou club al mercat d'hivern, en un episodi que va provocar el seu desig de deixar el club. Després de jugar esporàdicament amb l'Atlètic en els següents partits, Félix va entrar com a substitut al minut 60 i va marcar els seus dos primers gols de la temporada el 29 d'octubre, i va ser nomenat jugador del partit, tot i que en una derrota per 3-2 a casa davant el Cadis.
Durant el Mundial de 2022, el 6 de desembre, el CEO de l'Atlético Miguel Ángel Gil Marín va confirmar la intenció del club de vendre Félix afirmant que "Félix és l'aposta més gran que el club ha fet mai. Crec que és un jugador d'alt rendiment, un dels millors del món, però, per motius que ara no cal dir, la relació entre ell i l'entrenador no és bona, ni tampoc la seva motivació. M'encantaria que continués, però aquesta no és la intenció del jugador".
L'11 de gener de 2023, Félix va marxar al club de la Premier League Chelsea FC cedit durant la resta de la temporada 2022-23, ampliant el seu contracte amb l'Atlètic fins al 2027 abans de fer efectiu el trasllat. Hi va debutar l'endemà en una derrota per 2-1 davant el Fulham FC, en la qual va ser expulsat al minut 58 per una entrada a Kenny Tete, a conseqüència de la qual fou sancionat amb tres partits de suspensió. Tornant després de la suspensió l'11 de febrer, Félix va marcar el seu primer gol amb el club en un empat 1-1 a la lliga al West Ham United FC. Després de marcar quatre gols en 20 aparicions, el president de l'Atlètic Enrique Cerezo va confirmar que el nou entrenador del Chelsea, Mauricio Pochettino, no volia que el club fitxés Félix amb un contracte permanent després de l'expiració de la cessió. Això va fer que Félix tornés a l'Atlètic.

#### 2023–24: Cessió al FC Barcelona
Félix va tornar als entrenaments de pretemporada al juliol, on gairebé immediatament va tenir un tens intercanvi amb la directora esportiva de l'Atlètic Andrea Berta i es va veure obligat a entrenar amb el filial. A l'estiu no va jugar ni un minut de pretemporada amb l'Atlètic, ja que el seu tècnic Diego Simeone tampoc el volia de tornada. El seu agent Jorge Mendes el va oferir al Paris Saint Germain, però el club va rebutjar l'oportunitat de fitxar-lo.
El 18 de juliol de 2023, Félix va fer públic el desig de jugar al FC Barcelona en una entrevista amb Fabrizio Romano en la qual va dir que "el Barcelona ha estat sempre la meva preferència i m'agradaria jugar-hi". Hauria rebut una oferta de l'Al-Hilal de la lliga saudita de futbol per unir-s'hi amb un contracte de cessió d'un any, amb el seu entrenador i compatriota Jorge Jesus intentant convèncer-lo en diverses ocasions. Tanmateix, l'Atlètic va rebutjar l'oferta de cessió de l'AL-Hilal, ja que volia un contracte més llarg per a Félix. Inicialment, el Barça no hi estava interessat, però després de les operacions fallides de Bernardo Silva i Neymar, el club va recórrer a Félix, amb l'entrenador Xavi Hernández donant la seva aprovació per al trasllat. El dia 1 de setembre de 2023, darrer del mercat d'estiu, Félix va ser cedit al FC Barcelona per la temporada 2023–24. Va fer el seu debut dos dies més tard com a substitut al minut 80 en una victòria per 2-1 fora de casa contra el CA Osasuna. En el següent partit de lliga, debutant a casa com a local, Félix va marcar el seu primer gol com a blaugrana, el primer del Barça en una victòria per 5-0 contra el Reial Betis. Posteriorment va ser elogiat pel seu joc, i després del partit va afirmar: "Estic molt content de tornar a començar, les sensacions són molt bones, és fàcil jugar en aquest equip".
En el seu següent partit, el 19 de setembre, Félix va debutar amb el Barça a la Lliga de Campions, i va marcar dos gols i va donar una assistència en una victòria per 5-0 contra el Royal Antwerp FC, i fou nomenat millor jugador del partit. Així, va completar dues molt bones actuacions en els seus primers partits al Barça. Després d'onze partits sense marcar, el 28 de novembre va marcar el gol de la victòria en una remuntada per 2-1 a casa contra el seu primer rival de clubs, el FC Porto, a la fase de grups de la Lliga de Campions, i així va assegurar la plaça del club als vuitens de final de la Lliga de Campions de la UEFA 2023-24 per primera vegada des de la temporada 2020-21.
El 3 de desembre, va marcar l'únic gol en una victòria per 1-0 contra el seu club propietari, l'Atlètic de Madrid. En el partit invers al Metropolitano, el 17 de març, Félix va inaugurar la victòria del Barcelona per 3-0 sobre l'Atlètic de Madrid, ajudant el seu equip a pujar a la segona posició de la classificació de la Lliga. Es va convertir en el primer jugador a marcar en els dos partits contra l'Atlètic de Madrid en la mateixa temporada de lliga des de Lionel Messi a la temporada 2019-20.

### Retorn al Chelsea
El 21 d'agost de 2024, Félix va tornar al Chelsea, signant un contracte de set anys per 52 milions d'euros (42 milions de lliures) més 5 milions d'euros (4,3 milions de lliures) en complements, i Conor Gallagher va marxar en l'altra direcció amb un traspàs permanent per 42 milions d'euros (35 milions de lliures). Va marcar en el seu segon debut, una victòria per 6-2 fora de casa contra el Wolverhampton Wanderers FC el 25 d'agost.

#### Cessió a l'AC Milan
El 4 de febrer de 2025, Félix va signar un contracte de cessió amb l'AC Milan, fins al final de la temporada 2024-25. Un dia després, va marcar en el seu debut en una victòria per 3-1 contra la Roma als quarts de final de la Coppa Italia 2024-25.

## Internacional
Després de jugar amb la selecció de futbol sub-18 de Portugal, la sub-19 i la sub-20, finalment va fer el seu debut amb la selecció absoluta el 5 de juny de 2019 en un partit de semifinals de la Lliga de les Nacions de la UEFA contra Suïssa. La trobada finalitzà amb un resultat de 3-1 a favor del combinat portuguès després dels gols de Ricardo Rodríguez per a Suïssa, i un triplet de Cristiano Ronaldo per a Portugal.

## Perfil del jugador

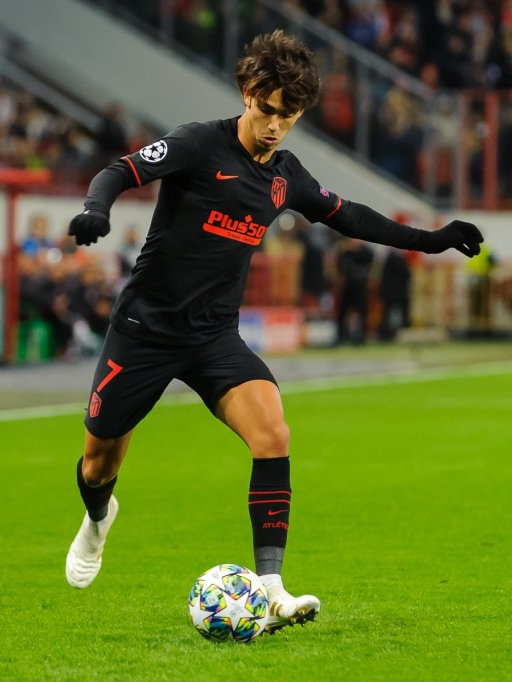
Félix jugant amb l'Atlètic de Madrid, 2019

### Estil de joc
Félix és considerat un jugador molt hàbil i tècnic, capaç de jugar en diverses posicions ofensives, a causa de la seva versatilitat; al llarg de la seva carrera, ha actuat com a davanter, com a segon punta o fins i tot com a extrem, encara que la seva posició principal és la de centrecampista ofensiu. Al Benfica, Félix solia jugar com a segon punta en un esquema 4-4-2, en què s'encarregava d'enllaçar el centre del camp amb l'atac, així com de crear oportunitats per al davanter principal del equip, mentre gaudia de llibertat per arribar a l'àrea i marcar ell mateix. A l'Atlètic de Madrid ha exercit de vegades un paper similar, però sovint com a extrem per ambdues bandes o com a segon davanter en el 4-4-2. Jugador tècnic, intel·ligent i amb olfacte de gol, destaca per la seva creativitat, arribada, toc de pilota i regat, així com per la seva visió de joc i precisió en la passada.

### Recepció
Considerat pel Benfica com un dels jugadors més prometedors del seu planter, Félix també és considerat pels experts com un dels futbolistes joves amb més talent del futbol mundial. El seu estil de joc li ha portat a ser comparat amb l'ex mitjapunta brasiler Kaká i els exjugadors del Benfica Rui Costa i João Pinto; també ha estat comparat per alguns mitjans de comunicació amb el seu compatriota Cristiano Ronaldo, així com amb els ex davanters de l'Atlètic de Madrid Sergio Agüero i Antoine Griezmann.
Sobre l'estil de joc de Félix en 2019, Rui Costa va lloar el jove per la seva "comprensió del joc" i la seva "capacitat per saber on estar davant de la porteria". João Tralhão, el seu antic entrenador en les categories inferiors del Benfica, lloant la versatilitat de Félix, va dir: "Pot jugar a qualsevol lloc [en atac], perquè sempre troba els espais per fer el que l'entrenador vol. Entén aquest posicionament com pocs al món, és molt intel·ligent".

## Vida personal
Fèlix va néixer a Viseu i els seus pares, Carlos i Carla, són professors. Té un germà menor, Hugo, que juga a les categories inferiors del Benfica. Durant la seva infància, els ídols de Félix van ser Kaká i Rui Costa, jugador a qui volia emular. Félix va mantenir una relació amb l'actriu portuguesa Margarida Corceiro fins a maig de 2023.

## Estadístiques
A últim partit el 19 de gener de 2024
| Club               | Temporada     | Lliga          | Lliga | Lliga | Copa nacional | Copa nacional | Copa lliga | Copa lliga | Europa | Europa | Altres | Altres | Total | Total |
| Club               | Temporada     | Divisió        | Part. | Gols  | Part.         | Gols          | Part.      | Gols       | Part.  | Gols   | Part.  | Gols   | Part. | Gols  |
| ------------------ | ------------- | -------------- | ----- | ----- | ------------- | ------------- | ---------- | ---------- | ------ | ------ | ------ | ------ | ----- | ----- |
| SL Benfica B       | 2016–17       | LigaPro        | 13    | 3     | —             | —             | —          | —          | —      | —      | —      | —      | 13    | 3     |
| SL Benfica B       | 2017–18       | LigaPro        | 17    | 4     | —             | —             | —          | —          | —      | —      | —      | —      | 17    | 4     |
| SL Benfica B       | Total         | Total          | 30    | 7     | —             | —             | —          | —          | —      | —      | —      | —      | 30    | 7     |
| SL Benfica         | 2018–19       | Primeira Liga  | 26    | 15    | 6             | 1             | 2          | 1          | 9      | 3      | —      | —      | 43    | 20    |
| Atlètic de Madrid  | 2019–20       | La Liga        | 27    | 6     | 1             | 0             | —          | —          | 6      | 3      | 2      | 0      | 36    | 9     |
| Atlètic de Madrid  | 2020–21       | La Liga        | 31    | 7     | 1             | 0             | —          | —          | 8      | 3      | —      | —      | 40    | 10    |
| Atlètic de Madrid  | 2021–22       | La Liga        | 24    | 8     | 2             | 1             | —          | —          | 8      | 1      | 1      | 0      | 35    | 10    |
| Atlètic de Madrid  | 2022–23       | La Liga        | 14    | 4     | 1             | 1             | —          | —          | 5      | 0      | —      | —      | 20    | 5     |
| Atlètic de Madrid  | Total         | Total          | 96    | 25    | 5             | 2             | —          | —          | 27     | 7      | 3      | 0      | 131   | 34    |
| Chelsea FC (cedit) | 2022–23       | Premier League | 16    | 4     | —             | —             | —          | —          | 4      | 0      | —      | —      | 20    | 4     |
| FC Barcelona       | 2023–24       | La Liga        | 17    | 4     | 0             | 0             | —          | —          | 5      | 3      | 2      | 0      | 24    | 7     |
| Total carrera      | Total carrera | Total carrera  | 185   | 55    | 11            | 3             | 2          | 1          | 45     | 13     | 5      | 0      | 231   | 68    |

1. ↑  Inclou Taça de Portugal, Copa del Rei
2. ↑  Inclou Taça da Liga
3. ↑  Tres partits a la Lliga de Campions de la UEFA, dos partits i tres gols a la Lliga Europa de la UEFA
4. 1 2 3 4 5  Partits a la UEFA Champions League
5. 1 2  Partits a la Supercopa d'Espanya

## Palmarès i guardons
Benfica
- Primeira Liga: 2018–19

Atletico Madrid
- La Liga: 2020–21

Portugal
- UEFA Nations League: 2018–19

### Distincions individuals
| Distinció                                       | Any     |
| ----------------------------------------------- | ------- |
| Equip ideal de la Lliga Europa                  | 2018-19 |
| Premi Golden Boy                                | 2019    |
| Globe Soccer Awards al millor jugador revelació | 2019    |
| Nominat a la Pilota d'Or                        | 2019    |